# Dejan Glavica
Dejan Glavica (Varaždin, 20 agosto 1991) è un calciatore croato, centrocampista del Varteks.